# Barbara Gierszewska
Barbara Lena Gierszewska – polska literaturoznawczyni i filmoznawczyni, historyk filmu i prasy, doktor habilitowany nauk humanistycznych, profesor nadzwyczajny w Instytucie Literaturoznawstwa i Językoznawstwa Uniwersytetu Jana Kochanowskiego w Kielcach. 
Ukończyła studia z zakresu bibliotekoznawstwa i informacji naukowej w Wyższej Szkole Pedagogicznej w Kielcach, a także studium wiedzy o teatrze, filmie i telewizji na Uniwersytecie Łódzkim. Doktoryzowała się w 1994 w Instytucie Badań Literackich PAN na podstawie pracy zatytułowanej Prasa filmowa w Polsce w latach 1913–1939. Stopień naukowy doktora habilitowanego nauk humanistycznych w zakresie literaturoznawstwa uzyskała w 2007 na Uniwersytecie Łódzkim w oparciu o rozprawę Kino i film we Lwowie do 1939 roku.
Autorka książek i artykułów z historii prasy i kultury filmowej w Polsce do 1939. Jej zainteresowania badawcze obejmują: konwergencje mediów, warsztat dziennikarski, gatunki dziennikarskie uprawiane w przeszłości oraz współcześnie w odniesieniu do problematyki filmoznawczej i medialnej, a także Lwów w pierwszej połowie XX wieku jako miasto, w którym szczególnie kształtuje się kultura wizualna.

## Wybrane publikacje
- Czasopiśmiennictwo filmowe w Polsce do 1939 roku, Kielce 1995
- Mniszkówna... i co dalej w polskim kinie? Wybór tekstów z czasopism filmowych dwudziestolecia międzywojennego, Kielce 2001 (opracowanie)
- Kino i film we Lwowie do 1939 roku, Kielce 2006
- Polski film fabularny 1918-1939. Recenzje, Kraków 2012, redaktor.
- Film zachodnioeuropejski w polskiej prasie 1918-1939. Recenzje, Łódź 2012, współredaktor.